# Nävekvarn
Nävekvarn – miejscowość (tätort) w Szwecji, w regionie administracyjnym (län) Södermanland (gmina Nyköping).
Miejscowość położona jest ok. 20 km na południowy zachód od Nyköping w prowincji historycznej (landskap) Södermanland, u ujścia rzeki Näveån do zatoki Bråviken.
W l. 1623-2010 w Nävekvarn działał zakład metalurgiczny Nävekvarns bruk.
W 2010 r. Nävekvarn liczyło 795 mieszkańców.